# Otto Brinckmann
Otto Fritz Ernst Gustav Brinckmann (* 22. Juni 1905 in Waren (Müritz); † 28. Juni 1970 bei Garmisch-Partenkirchen) war ein deutscher Maler, Grafiker und Journalist.

## Leben
Otto Brinckmann war ein Sohn des Bezirksfeldwebels in Waren und späteren Stadtinspektors in Neubrandenburg Wilhelm Brinckmann (* 1872) und dessen Frau Alwine, geborene Krüger (* 1878). Er legte 1924 am Neubrandenburger Gymnasium das Abitur ab und betätigte sich anschließend als Journalist bei der Neubrandenburger Zeitung. Es folgte ein Studium an der Kunstakademie in Dresden, wo er bis 1935 Meisterschüler von Georg Lührig war.
Zum 1. Mai 1933 trat Brinckmann der NSDAP bei (Mitgliedsnummer 2.805.653). 1934 wurde er als Vertreter der NS-Kunstauffassung gefeiert, er war Ortsgruppenführer Neubrandenburg der NS-Kulturgemeinde und Mitglied der Reichskammer der bildenden Künste. Ab 1936 war er wieder journalistisch tätig, nun in Schwerin als Redakteur und Schriftleiter bei den Mecklenburgischen Monatsheften. Neben seiner beruflichen Tätigkeit malte er in den 1930er Jahren Porträts und Landschaften, letztere vor allem aus der Umgebung Neubrandenburgs, dort war er auch an den Kunstausstellungen beteiligt.
Otto Brinckmann wurde nach dem Zweiten Weltkrieg in Marburg (Lahn) ansässig, der Heimatstadt seiner Frau Maria Bußhoff (1915–1970). 1953 begann er als Grafiker in der Druckerei der Oberhessischen Presse, von 1958 bis 1968 leitete er als Redakteur das Ressort Marburg – Land. Nach seiner Tätigkeit bei der Oberhessischen Presse war er bei der Hessischen Arbeitsgemeinschaft für Gesundheitserziehung e. V. in Marburg ebenfalls journalistisch und bibliothekarisch tätig. Zwei Tage vor seinem Ruhestand verstarben er und seine Frau auf einer Urlaubsfahrt bei einem Verkehrsunfall bei Garmisch-Partenkirchen.

## Werke (Auswahl)
- Bildnis am Fenster (1934)
- Einsame Scheune (1937)
- Bad Doberan (1938)
- Gespensterwald bei Heiligendamm (1938)[2]
- Hünengrab von Kritzerow (1939), Öl[5]
- Grabow – Rathaus (1939), Radierung[5]

In den Mecklenburgischen Monatsheften
- Fahrt mit der Bimmelbahn (1937)
- Die bildende Kunst in Schwerin (1938)
- Der Schimmel und die beiden Kühe (1938)
- Gestaltete Arbeit (1939)[2]

In Marburg
- Die lustige Tiere von Marburg. Ein Bilderbuch von Otto Brinckmann, Marburger Presse, 1949
- Till Eulenspiegel in Marburg. Ein Bilderbuch von Otto Brinckmann, Marburger Presse, 1950.
- Peffer und Salz – Dem Volk aufs Maul gesehen. Spruchweisheit gesammelt und herausgegeben von Else Wissenbach, mit Holzschnitten von Otto Brinckmann. Elwert, Marburg 1957